# 高岡忠弘
高岡 忠弘（たかおか ただひろ、1899年（明治32年）4月20日 - 1972年（昭和47年）10月23日）は、昭和期の林業指導者、実業家、政治家。衆議院議員、新潟県中蒲原郡十全村長、同村松町長。

## 経歴
新潟県中蒲原郡十全村別所（村松町別所を経て現五泉市）で、高岡忠興の長男として生まれる。1922年（大正11年）家督を相続。1924年（大正13年）東京帝国大学法学部政治学科を卒業。農業を営む。
新潟県森林組合連合会長、同林業団体連絡協議会長、新潟木工 (有)専務取締役、北日本航空工業取締役社長、北越木材工業取締役社長などを務めた。
政界では、十全村長、新潟県会議員、同参事会員、大政翼賛会新潟県支部参与、新潟県社会教育委員長などを務めた。
1946年（昭和21年）4月、第22回衆議院議員総選挙に新潟県第1区から日本進歩党公認で立候補して次点で落選。1947年（昭和22年）4月の第23回総選挙に新潟県第2区から民主党公認で出馬して当選し、衆議院議員に1期在任した。以後、第24回総選挙、1953年（昭和28年）4月の第3回参議院議員通常選挙（全国区）に立候補したがいずれも落選した。
その後、村松町長（2期）、十金土地改良区理事長などを務めた。

## 親族
- 弟 高岡大輔（衆議院議員）[2][3]